# Araneus rani
Araneus rani este o specie de păianjeni din genul Araneus, familia Araneidae. A fost descrisă pentru prima dată de Thorell, 1881.
Este endemică în Queensland. Conform Catalogue of Life specia Araneus rani nu are subspecii cunoscute.